# Conglomerate Nunatak
Conglomerate Nunatak är en nunatak i Antarktis. Den ligger i Sydshetlandsöarna. Argentina, Chile och Storbritannien gör anspråk på området. Toppen på Conglomerate Nunatak är 220 meter över havet.
Terrängen runt Conglomerate Nunatak är huvudsakligen kuperad, men åt nordost är den platt. Havet är nära Conglomerate Nunatak åt sydost. Trakten är glest befolkad. Närmaste befolkade plats är Commandante Ferraz Station, 10,6 kilometer nordväst om Conglomerate Nunatak. 